# Уштас
Уштас (каз. Үштас) — упразднённое село в Жангалинском районе Западно-Казахстанской области Казахстана. Исключено из учётных данных в 2021 г. Входило в состав Копжасарского сельского округа. Код КАТО — 274043400.

## Население
В 1999 году население села составляло 219 человек (106 мужчин и 113 женщин). По данным переписи 2009 года, в селе проживало 60 человек (33 мужчины и 27 женщин).